# Émilise Lessard-Therrien
Émilise Lessard-Therrien, née le 27 novembre 1991 à Duhamel-Ouest, est une agricultrice et une femme politique québécoise.
Elle est députée de la circonscription de Rouyn-Noranda–Témiscamingue à l'Assemblée nationale du Québec sous la bannière de Québec solidaire de 2018 à 2022.
Elle est la porte-parole féminine de Québec solidaire de novembre 2023 à avril 2024.

## Biographie
Émilise Lessard-Therrien est née à Duhamel-Ouest, dans le Témiscamingue, le 27 novembre 1991.
En 2015, après avoir fait une partie de ses études à Montréal, elle retourne vivre à la campagne. Elle participe notamment à l’ouverture d’une galerie-boutique à Ville-Marie et réalise un long métrage documentaire sur l’agriculture au Témiscamingue.
À l'occasion des élections municipales de 2017, elle est élue conseillère municipale de Duhamel-Ouest.
En mars 2018, alors qu'elle est agricultrice et suit un baccalauréat en éducation, elle annonce sa candidature pour Québec solidaire dans Rouyn-Noranda-Témiscamingue pour les élections générales d'octobre. Si la circonscription n'apparaît pas comme prenable à l'origine, les sondages de fin de campagne montrent une hausse forte du parti de gauche, qui y organise alors des blitz de fin de campagne. Le 1er octobre, après un début de dépouillement très serré, elle l'emporte finalement sur le candidat caquiste, devançant très largement le ministre libéral sortant Luc Blanchette, qui termine quatrième.
Elle s'engage en politique notamment pour défendre l'agriculture locale et la notion de terroir québécois face à la mondialisation. À son premier jour à l’Assemblée nationale, Émilise Lessard-Therrien prend la parole devant les producteurs de grains du Québec pour dénoncer la concurrence internationale et le phénomène de l’accaparement des terres auxquels les fermiers québécois font face. Elle défend des positions parfois jugées atypiques pour une députée solidaire, comme son souhait de favoriser l'instauration d'un abattoir bovin au Témiscamingue et sa préférence pour les produits animaliers locaux plutôt que des produits végétaliens importés. Elle-même pratique la chasse à l'orignal.
Son mandat de députée est également marqué par la lutte pour l’accès aux soins de santé en région, pour la défense du caribou forestier et pour la qualité de l’air à Rouyn-Noranda en s’attaquant aux émissions polluantes de la Fonderie Horne, ce qui lui vaut certaines inimitiés. La Chambre de commerce et d'industrie de Rouyn-Noranda a inscrit au registre des lobbyistes un mandat visant à amener la députée « à être moins alarmiste à propos de la problématique de l'arsenic ».
Lors des élections du 3 octobre 2022, elle est défaite par l'ex-député libéral devenu caquiste Daniel Bernard.
Elle retourne à son activité d'agricultrice et suit une formation pour remettre en service son moulin artisanal pour produire de la farine locale.
Le 3 juin 2023, elle se lance dans la course au poste de porte-parole féminine de Québec solidaire de 2023 pour remplacer Manon Massé. Le 26 novembre 2023, elle est élue au second tour avec 50,3 % des voix des délégués devant la députée de Mercier Ruba Ghazal. À la fin mars 2024, elle annonce prendre un congé pour raison de santé. Le 29 avril 2024, elle annonce sa démission à titre de porte-parole.
Le 4 septembre 2024, le Journal de Montréal annonce qu'elle sera chroniqueuse auprès du journal.

## Résultats électoraux
|                                                                                               | Nom                                 | Parti            | Nombre de voix | %      | Maj.  |
| --------------------------------------------------------------------------------------------- | ----------------------------------- | ---------------- | -------------- | ------ | ----- |
|                                                                                               | Daniel Bernard                      | Coalition avenir | 12 975         | 45,2 % | 4 085 |
|                                                                                               | Émilise Lessard-Therrien (sortante) | Québec solidaire | 8 890          | 30,9 % | -     |
|                                                                                               | Jean-François Vachon                | Parti québécois  | 3 232          | 11,2 % | -     |
|                                                                                               | Robert Daigle                       | Conservateur     | 2 202          | 7,7 %  | -     |
|                                                                                               | Arnaud Warolin                      | Libéral          | 1 255          | 4,4 %  | -     |
|                                                                                               | Chantal Corswarem                   | Vert             | 178            | 0,6 %  | -     |
| Total                                                                                         | Total                               | Total            | 28 732         | 100 %  |       |
| Le taux de participation lors de l'élection était de 64,9 % et 310 bulletins ont été rejetés. |                                     |                  |                |        |       |

|                                                                                               | Nom                      | Parti               | Nombre de voix | %      | Maj. |
| --------------------------------------------------------------------------------------------- | ------------------------ | ------------------- | -------------- | ------ | ---- |
|                                                                                               | Émilise Lessard-Therrien | Québec solidaire    | 9 304          | 32,1 % | 506  |
|                                                                                               | Jérémy G. Bélanger       | Coalition avenir    | 8 798          | 30,3 % | -    |
|                                                                                               | Gilles Chapadeau         | Parti québécois     | 5 311          | 18,3 % | -    |
|                                                                                               | Luc Blanchette (sortant) | Libéral             | 4 753          | 16,4 % | -    |
|                                                                                               | Jessica Wells            | Vert                | 389            | 1,3 %  | -    |
|                                                                                               | Guillaume Lanouette      | Conservateur        | 253            | 0,9 %  | -    |
|                                                                                               | Fernand St-Georges       | Citoyens au pouvoir | 195            | 0,7 %  | -    |
| Total                                                                                         | Total                    | Total               | 29 003         | 100 %  |      |
| Le taux de participation lors de l'élection était de 65,6 % et 400 bulletins ont été rejetés. |                          |                     |                |        |      |

| Candidats conseiller #6  | Vote | %     |
| ------------------------ | ---- | ----- |
| Émilise Lessard-Therrien | 275  | 66,43 |
| Gilles Pelchat           | 139  | 33,57 |